# Stadionul Al Thumama
Al-Thumama Stadium (în arabă ملعب الثمامة) este un stadion de fotbal din Al Thumama, Qatar. Este un stadion pentru Campionatul Mondial de Fotbal 2022 din Qatar.